# Limburgerhof (przystanek kolejowy)
Limburgerhof (niem: Bahnhof Limburgerhof) – przystanek kolejowy (dawna stacja) w Limburgerhof, w regionie Nadrenia-Palatynat, w Niemczech. Przystanek znajduje się w obszarze sieci Verkehrsverbundes Rhein-Neckar (VRN) i jest częścią strefy taryfowej 123.
Leży na linii kolejowej Mannheim – Saarbrücken. Został otwarty w dniu 11 czerwca 1847 roku jako stacja kolejowa, kiedy odcinek linii Ludwigsbahn Ludwigshafen-Neustadt an der Weinstraße przekazano do eksploatacji. Początkowo nosiła nazwę Mutterstadt. Obecną nazwę otrzymała w 1930, kiedy to Limburgerhof stało się oddzielną gminą.
Obecnie jest to przystanek kolejowy. Od grudnia 2003 roku jest również częścią linii S1 i S4 S-Bahn Ren-Neckar. Dawny budynek stacji jest również obiektem zabytkowym.
Według klasyfikacji Deutsche Bahn, przystanek posiada kategorię 4.

## Linie kolejowe
- Mannheim – Saarbrücken